# SIAM Journal on Optimization
SIAM Journal on Optimization (ook SIOPT) is een internationaal, aan collegiale toetsing onderworpen wetenschappelijk tijdschrift op het gebied van de toegepaste wiskunde.
De naam wordt in literatuurverwijzingen meestal afgekort tot SIAM J. Optim., terwijl informeel vaak de afkorting SIOPT gebruikt wordt.
Het wordt uitgegeven door de Society for Industrial and Applied Mathematics (SIAM) en verschijnt 4 keer per jaar.
Het eerste nummer verscheen in 1991.